# William Annand
William Annand (ur. 10 kwietnia 1808 w Halifaksie, zm. 12 października 1887) – polityk kanadyjski, premier rządu Nowej Szkocji w latach 1867–1875.
Początkowo był farmerem. Już swych wczesnych latach dwudziestych zaangażował się w politykę. Do legislatury kolonialnej został wybrany po raz pierwszy w 1837, gdy miał zaledwie 28 lat. Razem ze swym najbliższym współpracownikiem Josephem Howe, reprezentował liberalną frakcję w legislaturze dażącą do powołania w kolonii rządu przedstawicielskiego odpowiedzialnego za całokształt spraw wewnętrznych. W 1843 Annand wycofał się z polityki w związku z kryzysem wewnątrz partii liberalnej związanym z niedoreprezentowaniem w niej działaczy katolickich. Annand odstąpił swoją pozycję innemu, właśnie katolickiemu liberałowi. W czasie nieobecności na scenie politycznej zajął się działalnością wydawniczą i edytorską. Początkowo współpracował z Howe w redagowaniu jego pisma Novoscotian, a potem utworzył swój własny dziennik Morning Chronicle.
Do czynnego życia politycznego powrócił w 1851 roku i został ponownie wybrany do rady legislacyjnej, tym razem już będącą bazą dla rządu przedstawicielskiego. Jak większość nowo-szkockich liberałów Annand był przeciwnikiem wejścia swej prowincji do Konfederacji Kanady i do po konfederacyjnych wyborów poszedł pod sztandarem partii antykonfederacyjnej. Niespodziewanie jednak nie zdołał zdobyć mandatu w swym okręgu, który przypadł jego konserwatywnemu, i prokonfederacyjnemu oponentowi Charlesowi Tupperowi. Mimo swej osobistej porażki i wobec zdecydowanego zwycięstwa antykonfederatów, Annand jako lider swej partii został premierem rządu prowincjonalnego. Pozostał premierem do roku 1875 niezmiennie pozostając na pozycji antykonfederacyjnej, nawet gdy inni wybitni antykonfederaci, pomiędzy nimi i Howe, zmienili swoje stanowisko. Wobec reprezentowanych przez niego anachronicznych poglądów, został zmuszony do ustąpienia z przewodnictwa partii, a w konsekwencji z fotelu premiera. Następcą jego na obu stanowiskach został Philip Carteret Hill. Annand w nagrodę za swe zasługi ambasadorem Kanady z Londynnie. Stracił to stanowisko w 1878, lecz pozostał w Anglii jako poseł Nowej Szkocji.